# Amélie Oudéa-Castéra
Amélie Oudéa-Castéra (ur. 9 kwietnia 1978 w Paryżu) – francuska urzędniczka państwowa, menedżer i działaczka sportowa, dyrektor generalny Francuskiej Federacji Tenisowej, w latach 2022–2024 minister.

## Życiorys
W młodości trenowała tenis, była półfinalistką gry pojedynczej dziewcząt na turniejach US Open 1993, French Open 1994 i Wimbledon 1994. Zagrała także w turnieju głównym gry pojedynczej kobiet podczas French Open 1994, przegrywając w pierwszej rundzie z Sabine Appelmans. W rankingu WTA doszła do 251. miejsca, karierę sportową zakończyła w 1996.
Ukończyła studia prawnicze na Université Panthéon-Sorbonne. Została także absolwentką Instytutu Nauk Politycznych w Paryżu, ESSEC i École nationale d’administration. W 2004 podjęła pracę jako audytor finansowy w Trybunale Obrachunkowym. W 2008 dołączyła do grupy AXA, była w niej dyrektorem do spraw strategii oraz dyrektorem do spraw marketingu i cyfryzacji. Od 2018 pracowała w grupie Carrefour, w której zarządzała m.in. handlem elektronicznym i innowacjami. Współtworzyła stowarzyszenie sportowe „Rénovons le sport français”, którego została przewodniczącą. W marcu 2021 powołana na dyrektora generalnego Francuskiej Federacji Tenisowej.
W maju 2022 objęła stanowisko ministra sportu oraz do spraw igrzysk olimpijskich i paraolimpijskich w rządzie Élisabeth Borne. Utrzymała tę funkcję także przy rekonstrukcji gabinetu z lipca 2022. W styczniu 2024 w nowo utworzonym rządzie Gabriela Attala została natomiast powołana na urząd ministra edukacji narodowej, młodzieży, sportu oraz do spraw igrzysk olimpijskich i paraolimpijskich. W lutym 2024 w związku z uzupełnieniem składu gabinetu powróciła na stanowisko ministra sportu oraz do spraw igrzysk olimpijskich i paraolimpijskich. Zakończyła urzędowanie we wrześniu tego samego roku.

## Życie prywatne
Siostrzenica dziennikarza politycznego Alaina Duhamela. Jej mężem został bankowiec Frédéric Oudéa.